# Zawieja

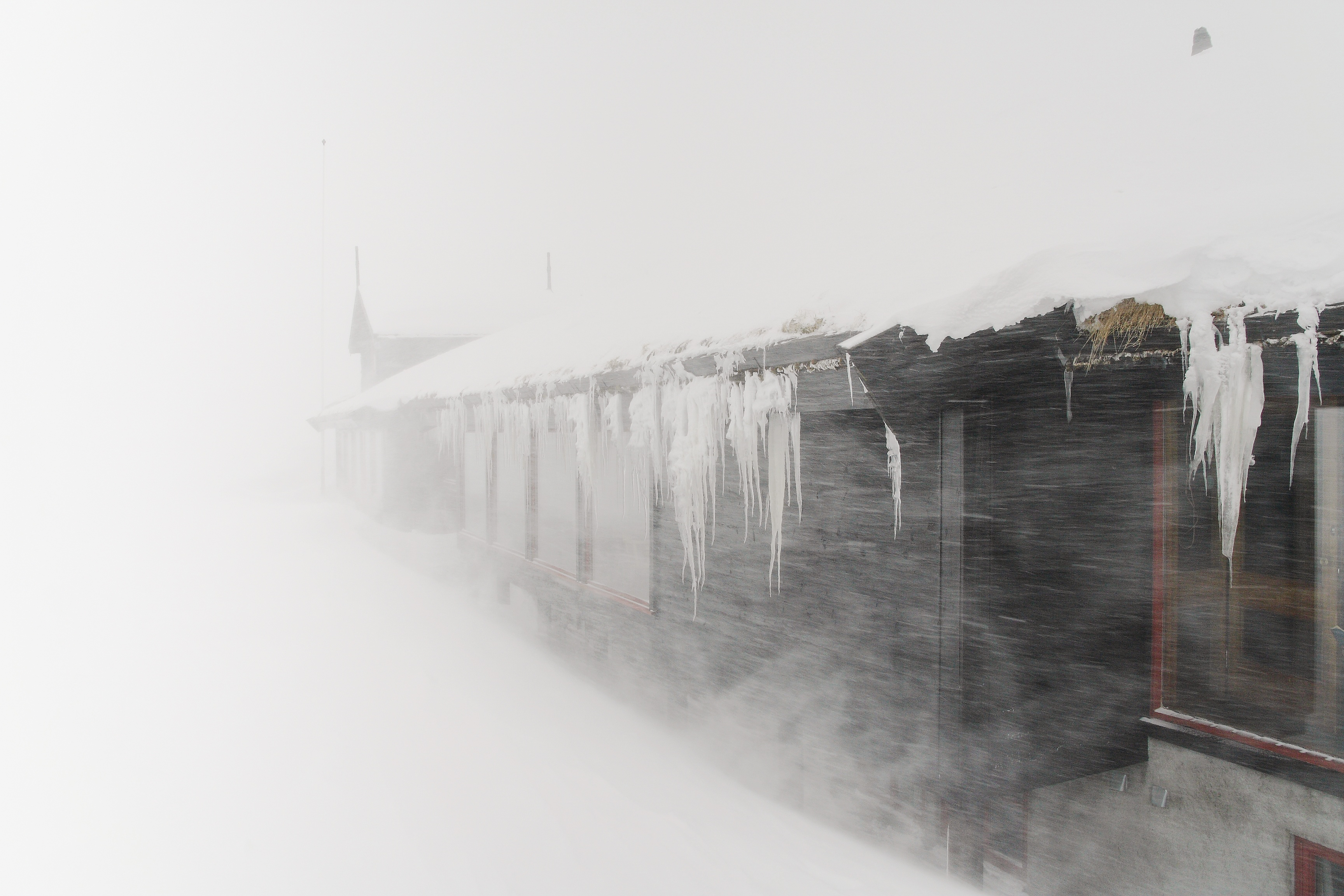
Zimowa zawieja śnieżna w rejonie Hardanger w Norwegii.

Zawieja śnieżna – opad śniegu z towarzyszącym mu silnym wiatrem.
Podczas zawiei śnieg praktycznie nie opada na ziemię a jest niesiony przez wiatr.